# Tufting
Nell'ambito dei materiali compositi, il tufting rappresenta una tecnologia sperimentale per il rinforzo localizzato di compositi laminati a base di resine termoindurenti e tessuti a fibra lunga.
Il rinforzo avviene tramite l'inserimento lungo l'asse Z sul piano del composito di un filato generalmente di vetro, di carbonio o aramidico con l'intento di migliorare la resistenza a taglio e a delaminazione del composito stesso.

Il filato di rinforzo viene inserito tramite un ago che, dopo aver penetrato il preform asciutto, si ritira formando un occhiello sulla parte opposta della struttura.
Benché il tufting sia stato sviluppato per l'uso su preform asciutti da impregnare solo successivamente con resine termoindurenti, il suo utilizzo su preimpregnati è attualmente in fase di studio. Il tufting è considerato un metodo per rinforzare compositi laminati più economico e flessibile della tessitura e dell'intrecciatura tridimensionali.
Il nome deriva dal termine inglese tuft, ovvero ciuffo.

Originariamente, infatti, con tufting si identificava la tecnica produttiva, usata ancora oggi, per la manifattura di un particolare tipo di moquette, caratterizzato da un elevato numero di ciuffetti di filato inseriti tramite aghi su un substrato in tessuto. Il vocabolo è stato poi allargato all'ambito della Scienza dei Materiali data l'analogia nelle tecniche produttive e nei princìpi coinvolti.
Il tufting somiglia molto alla cucitura sia nei princìpi che nelle apparecchiature utilizzate, tuttavia se ne distingue in quanto, a differenza di essa, richiede accesso al preform da un solo lato.

In linea di principio qualunque forma, anche la più complessa, può essere rinforzata via tufting. Anche la quantità delle fibre di rinforzo inserite può essere variata a seconda delle specifiche condizioni di sollecitazione del componente.

D'altro canto va sottolineato che il miglioramento delle proprietà lungo l'asse Z non si ottiene se non dopo cura della matrice polimerica e che il preform rinforzato con tufting non è necessariamente più semplice da maneggiare di un preform non rinforzato. Inoltre la presenza degli occhielli di filato su una parte del preform potrebbero rappresentare un'ulteriore complicazione al consolidamento della parte.